# Ioan Marius Lăcraru
Ioan Marius Lăcraru (* 24. April 1953 in Bukarest) ist ein rumänischer Geiger und Bratschist.

## Leben
Lăcraru studierte am Konservatorium Ciprian Porumbescu Geige bei Mircea Opreanu und Victoria Basta und vervollkommnete seine Ausbildung bei Ștefan Gheorghiu. Er gab Konzerte und Rezitals als Solist und Kammermusiker und wurde Erster Geiger des Florilegium String Quartet. 1976 war er Gründungsmitglied des Kammerensembles Hyperion. Seit 1985 ist er auch Mitglied des Archaeus Ensemble.
Konzertreisen führten Lăcraru u. a. in die Schweiz, nach Großbritannien, Spanien, Frankreich, Deutschland, in die USA, nach Österreich, Portugal, Finnland und Griechenland. Als Gast trat er bei Festivals für neue Musik u. a. in Bukarest, Genf, Paris, London, Moskau,  Lyon, Nancy, Bourges, Huddersfield, Dublin, Istanbul, Alicante, Turin, Cagliari, Bratislava, Sofia, Belgrad, Vitasaari, Kroměříž und Tirana auf. Mitschnitte seiner Konzerte nahmen u. a. Radio Bukarest, die BBC, Radio France und der Bayerische Rundfunk auf. Außerdem spielte er mehrere CDs als Solist und Kammermusiker ein.